# Deinocerites
Deinocerites is een geslacht van muggen uit de familie van de steekmuggen (Culicidae).

## Soorten
- Deinocerites mathesoni Belkin & Hogue, 1959
- Deinocerites pseudes Dyar & Knab, 1909
- Deinocerites cancer Theobald, 1901
- Deinocerites atlanticus Adames, 1971
- Deinocerites barretoi Adames, 1971
- Deinocerites belkini Adames, 1971
- Deinocerites colombianus Adames, 1971
- Deinocerites costaricensis Adames & Hogue, 1970
- Deinocerites curiche Adames, 1971
- Deinocerites dyari Belkin & Hogue, 1959
- Deinocerites epitedeus (Knab, 1907)
- Deinocerites howardi Belkin & Hogue, 1959
- Deinocerites magnus (Theobald, 1901)
- Deinocerites mcdonaldi Belkin & Hogue, 1959
- Deinocerites melanophylum Dyar & Knab, 1907
- Deinocerites nicoyae Adames & Hogue, 1970
- Deinocerites panamensis Adames, 1971
- Deinocerites spanius (Dyar & Knab, 1909)